# Поронайський міський округ
Поронайський район (рос. Поронайский район) — адміністративно-територіальна одиниця (район) та муніципальне утворення (муніципальний район) у складі Сахалінської області Російської Федерації.
Адміністративний центр — місто Поронайськ.

## Географія
Знаходиться на південної части острова Сахалін.
Поронайський район прирівняний до районів Крайньої Півночі.

## Історія
Район утворений 5 червня 1946 року. З 1905 по 3 вересня 1945 року входив до складу губернаторства Карафуто Японії.

## Населення
| 2002    | 2009    | 2010    | 2011    | 2012    | 2013    | 2014    |
| ------- | ------- | ------- | ------- | ------- | ------- | ------- |
| 10 857  | ↗26 293 | ↘21 686 | ↘21 582 | ↘21 231 | ↗22 833 | ↘22 466 |
| 2015    | 2016    | 2017    | 2018    | 2019    |         |         |
| ↘22 210 | ↘21 950 | ↘21 788 | ↘21 622 | ↘21 578 |         |         |